# Palpomyia flavipes
Palpomyia flavipes är en tvåvingeart som först beskrevs av Johann Wilhelm Meigen 1804.  Palpomyia flavipes ingår i släktet Palpomyia och familjen svidknott. Inga underarter finns listade i Catalogue of Life.